# Azuqueca de Henares
Azuqueca de Henares es un municipio español situado en la provincia de Guadalajara, en la comunidad autónoma de Castilla-La Mancha. Es el segundo municipio en importancia de la provincia tras la capital, por población y desarrollo socioeconómico. Se encuentra situado en eje industrial del Corredor del Henares, en la comarca de La Campiña, lo que le ha reportado un gran desarrollo. Cuenta con una población de 35 894 habitantes (INE 2024).
El municipio se encuentra en la ribera del río Henares. Este hecho es lo que dio importancia a la zona desde la antigüedad. Por el territorio de la actual Azuqueca de Henares pasaba la antigua vía romana Emérita-Caesaraugusta. Los yacimientos arqueológicos de la zona han destapado restos de una villa romana y de una necrópolis visigodas.

## Símbolos
El símbolo municipal de Azuqueca de Henares es el escudo heráldico. Actualmente, Azuqueca de Henares no cuenta con bandera municipal.
En el escudo de Henares cuenta con un fondo azul. En la parte inferior de este se reproducen unas ondas de plata y azur que hacen referencia al río que pasa por el municipio, el río Henares. Encima de las ondas, se encuentra en el centro una chimenea de fábrica de plata, que simboliza el gran peso de la industria que hay hoy en el municipio. A ambos lados de la chimenea hay dos espigas doradas debido al pasado rural y agrícola de Azuqueca de Henares. En la parte superior del escudo se localiza una corona real cerrada.

## Geografía
La localidad está situada a una altitud de 644 m s. n. m.
La ciudad se ubica en el Corredor del Henares, un área altamente industrializada.
Limita con los municipios de Meco, Los Santos de la Humosa y Alcalá de Henares de la Comunidad de Madrid y con Alovera, Chiloeches y Villanueva de la Torre, en la provincia de Guadalajara (Castilla-La Mancha).
| Noroeste: Villanueva de la Torre | Norte: Alovera         | Nordeste: Alovera                |
| Oeste: Meco                      |                        | Este: Chiloeches                 |
| Suroeste: Meco                   | Sur: Alcalá de Henares | Sureste: Los Santos de la Humosa |

## Historia

### Etimología
Del árabe al-zuqayqa, que significa 'callejuela' o 'travesía', dando, así, a entender la situación de la aldea en el paso de la antigua calzada romana de Mérida a Zaragoza, del camino que unía Toledo con el noreste de la península ibérica y, posteriormente, de la Cañada Real Galiana. Si bien, el nombre del lugar también podría venir dado del árabe azouque, cuyo significado sería mercadillo, aunque no hay cierta constancia de que Azuqueca haya albergado nunca una tradición comerciante.
Otras teorías menos seguidas hablan del diminutivo del árabe andalusí assuqayqa o suwayqa que significaría tallito, o bien que el topónimo guarda relación con la advocación a San Isidro labrador, patrón tanto de Azuqueca de Henares como del barrio toledano de Azucaica.

### Reseña histórica
Se han encontrado algunos restos arqueológicos de antiguos asentamientos en los alrededores de la localidad, sobre todo a orillas del río Henares, pues sus fértiles vegas han dado pie desde muy antiguo al establecimiento de asentamientos humanos. En 1961 se encontraron restos de una villa romana del siglo II d. C. y de una necrópolis visigoda del siglo V en las proximidades de la finca de Acequilla del Henares.
Ya desde época musulmana, Azuqueca aparece como una pequeña aldea situada en el camino de Toledo a Zaragoza, seguramente como refugio de caminantes, seguramente también como un poblacho de pequeños agricultores y ganaderos. Tras la conquista cristiana de la que sería la Extremadura castellana por parte de las tropas de Alfonso VI de León y Castilla, encabezadas por Álvar Fáñez, Azuqueca siguió siendo una pequeña aldea más en la zona. Así, con el establecimiento de los comunes de villa y tierra Azuqueca queda bajo jurisdicción de Guadalajara y encuadrada dentro de la sexma de Bujés. En 1628 los Marqueses de Salinas del Río Pisuerga compran la aldea al Rey Felipe IV de España para establecer allí su señorío convirtiéndola en villa.
Durante siglos siguientes Azuqueca seguiría siendo una pequeña villa de no más de trescientos habitantes que seguía viviendo de la agricultura que le proporcionaba la vega del Henares y del paso de caminantes, como demuestra el hecho del establecimiento de una casa de postas en los terrenos donde se situaba la antigua aldea de San Juan junto al Camino Real. No es hasta la década de 1960 cuando el desarrollo industrial del entorno de Madrid, surgido por el Plan Nacional de Estabilización Económica, transforma completamente la localidad atrayendo mucha población del campo para trabajar en la industria. Azuqueca deja entonces de ser una pequeña villa agraria y da paso a una ciudad industrial y de servicios en pleno crecimiento. La agricultura, en la actualidad supone una pequeña parte de la economía local.

## Demografía
Azuqueca de Henares cuenta con una población de 35 894 habitantes (INE 2024).
| Gráfica de evolución demográfica de Azuqueca de Henares entre 1842 y 2021                                           |
| |
| Población de derecho según los censos de población del INE Población de hecho según los censos de población del INE |

La población en Azuqueca de Henares se ha mantenido estable a lo largo de su historia, estando a niveles similares a los de los pueblos vecinos. Con la llegada de la industria a la localidad en los años 60 se produce un primer boom demográfico debido a la masiva mano de obra recibida de distintos lugares del centro y sur de España, sobre todo de la propia Guadalajara, sur de Castilla y León, Extremadura, La Mancha y Andalucía; zonas muy afectadas por la crisis agraria de aquellos años cuya población, campesinos en su mayoría, se vio obligada a emigrar a las grandes capitales y a sus alrededores. Desde entonces, la población ha ido creciendo exponencialmente. La estabilización industrial en la zona y la adecuación de servicios han ido acompañados de un segundo boom demográfico en los primeros años del siglo XXI, hecho que ha afectado a todo el Corredor del Henares, recibiendo población principalmente de la Comunidad de Madrid y del extranjero.
La explosión demográfica viene acompañada del establecimiento de una población joven, dando lugar a un alto índice de reemplazo (Pob.20-29 x 100 / Pob.55-64), en torno al 269,4 % en 2006, y una alta tasa bruta de natalidad respecto al resto del país, 13,53 ‰ frente a 10,75 ‰. Sigue así la tendencia de las localidades de una comarca en pleno desarrollo económico.

## Economía

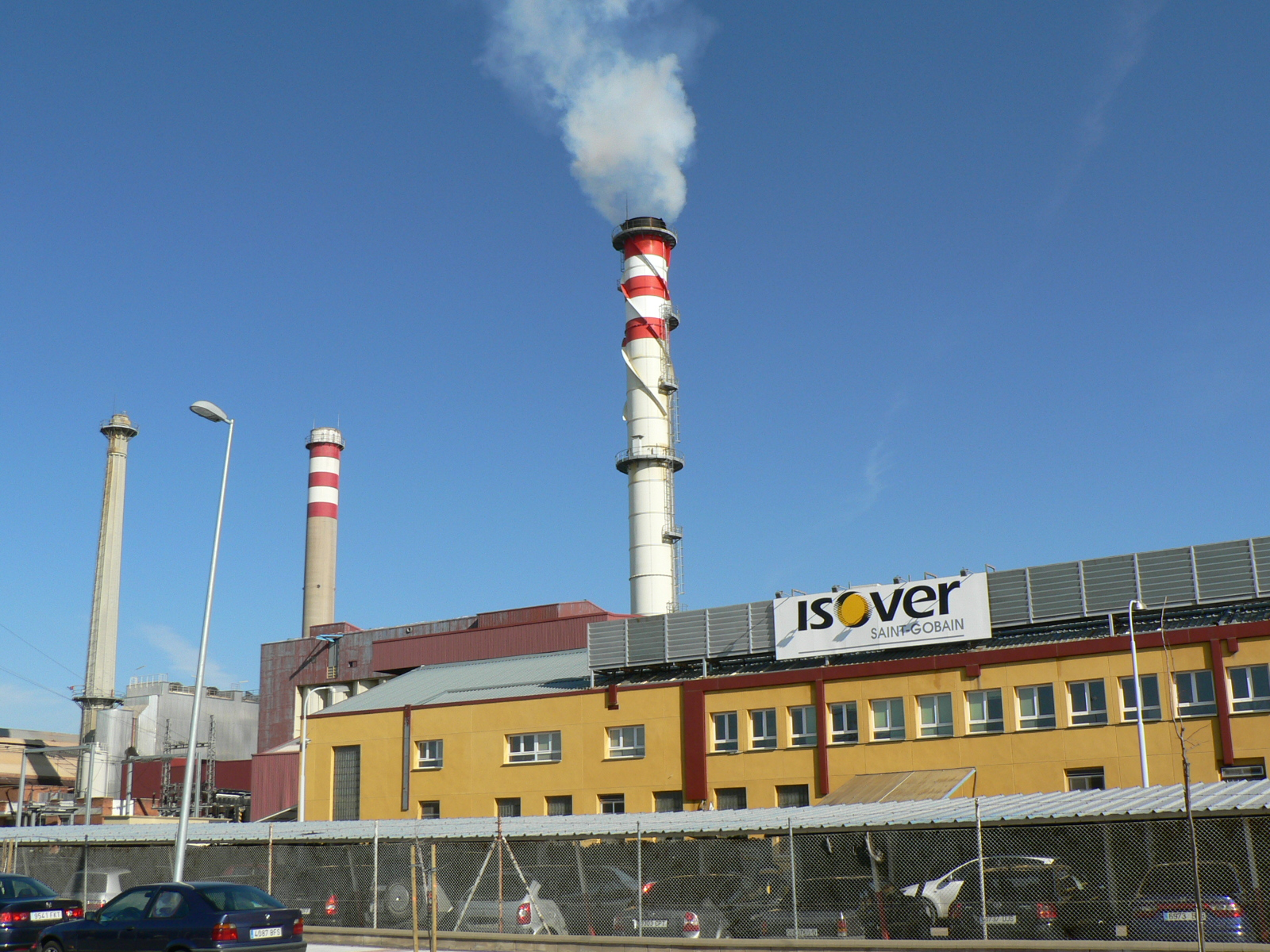
Fábrica cristalera de Azuqueca, parte del complejo que dio impulso al sector industrial en la localidad

Tradicionalmente, la economía azudense se ha basado, como en toda la comarca, en la agricultura. No fue hasta los años 60 del siglo XX cuando se empezó a producir un notable cambio. El desarrollo industrial de los alrededores de Madrid empezaba a extenderse por el corredor del Henares y llegaba así a Azuqueca. Comenzó instalándose alguna pequeña fábrica hasta que se instaló en los terrenos entre la carretera N-II y las vías del ferrocarril, en la salida de la localidad, las fábricas VICASA y Fibras Minerales SA, ambas del sector vidriero. Desde entonces, Azuqueca comenzó a recibir población procedente del campo y de otros municipios vinculados a las empresas recién establecidas para trabajar en las fábricas de la localidad, convirtiéndose en una ciudad industrial. La ciudad cuenta con cinco polígonos industriales situados todos entre la autovía y las vías del ferrocarril: AIDA, del Comendador, Miralcampo, Ródano y Sena. Por su situación geográfica, la mayoría de las empresas instaladas en estos polígonos industriales son logísticas, que han aumentado su presencia, sobre todo, desde finales de los años 90.

### Empleo y sectores de actividad
Así, en el año 2006, la mayor parte de los empleos en Azuqueca son en el sector servicios, que ha dejado en un segundo, aunque importante, plano al sector industrial. El sector agrario ha ido perdiendo peso paulatinamente hasta ser un sector con una presencia casi insignificante en el municipio.

### Desempleo
La tasa de desempleo se ha mantenido en el primer lustro del siglo baja, siempre en torno al 6 % de los activos en los últimos años. En los últimos años, la tasa de paro, se ha disparado hasta máximos del 27,51 %, por encima de la media nacional. La tasa de desempleo de Azuqueca de Henares ha ido disminuyendo en los últimos años, colocándose por debajo de la media nacional y siguiendo la tendencia de otros municipios que han reducido también el paro del municipio
| Evolución del desempleo en Azuqueca entre 2001 y 2008 | Evolución del desempleo en Azuqueca entre 2001 y 2008 | Evolución del desempleo en Azuqueca entre 2001 y 2008 | Evolución del desempleo en Azuqueca entre 2001 y 2008 | Evolución del desempleo en Azuqueca entre 2001 y 2008 | Evolución del desempleo en Azuqueca entre 2001 y 2008 | Evolución del desempleo en Azuqueca entre 2001 y 2008 | Evolución del desempleo en Azuqueca entre 2001 y 2008 | Evolución del desempleo en Azuqueca entre 2001 y 2008 |
|                                                       | 2001                                                  | 2002                                                  | 2003                                                  | 2004                                                  | 2005                                                  | 2006                                                  | 2007                                                  | 2008                                                  |
| ----------------------------------------------------- | ----------------------------------------------------- | ----------------------------------------------------- | ----------------------------------------------------- | ----------------------------------------------------- | ----------------------------------------------------- | ----------------------------------------------------- | ----------------------------------------------------- | ----------------------------------------------------- |
| Número de desempleados                                | 592                                                   | 675                                                   | 696                                                   | 710                                                   | 734                                                   | 726                                                   | 836                                                   | 1254                                                  |
| Tasa de desempleo                                     | 5,95 %                                                | 6,53 %                                                | 6,41 %                                                | 6,29 %                                                | 6,24 %                                                | 5,70 %                                                | 6,08 %                                                | 9,91 %                                                |

## Administración y política

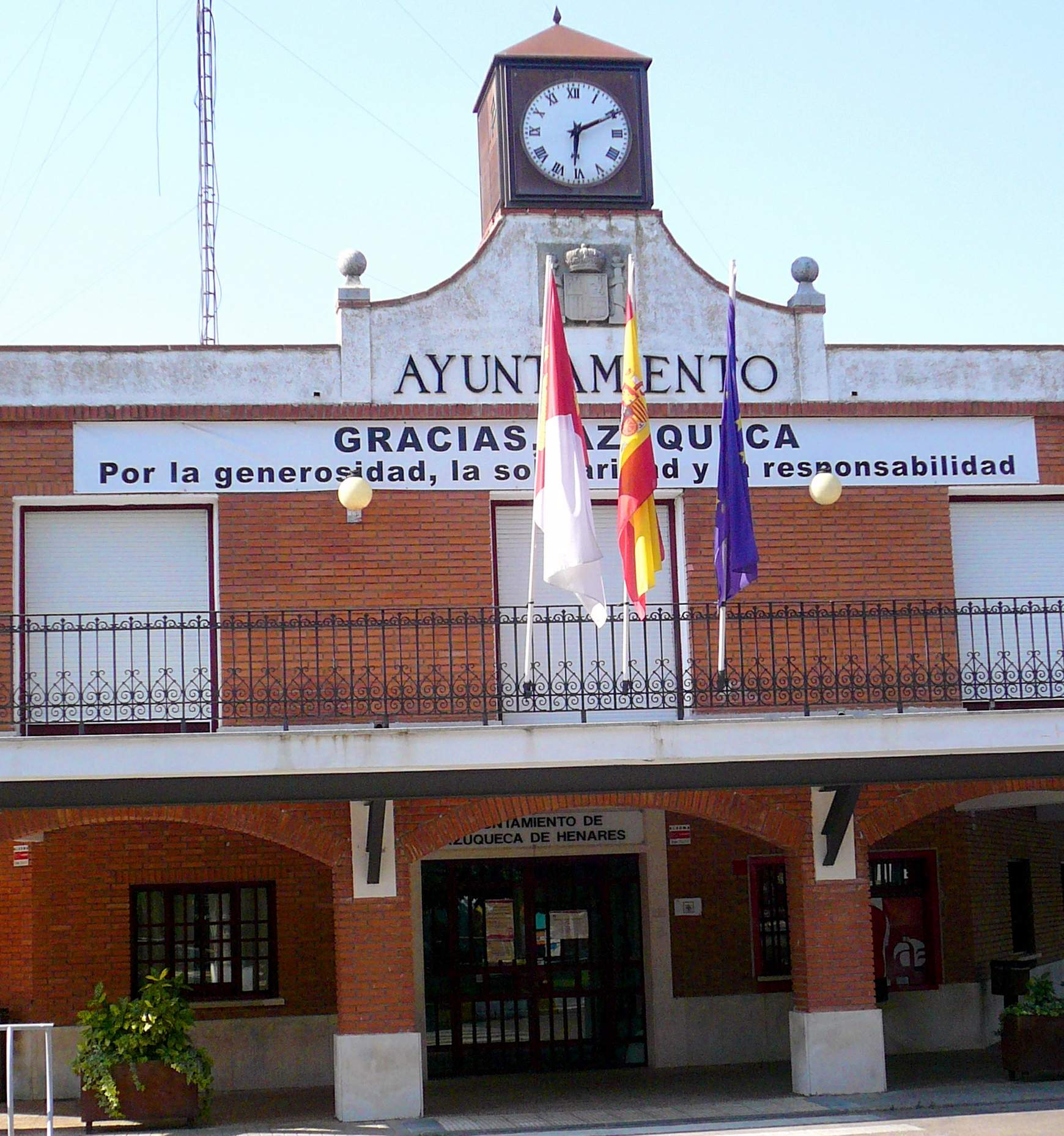
Casa consistorial de Azuqueca de Henares

Durante casi todo el periodo comprendido por la segunda democracia la casa consistorial de Azuqueca ha estado dirigida por Florentino García Bonilla, primero como miembro del Partido Comunista de España, después como miembro de Nueva Izquierda dentro de la coalición Izquierda Unida y, finalmente, como miembro del Partido Socialista. Después de 28 años al frente del Gobierno local decidió retirarse de la política activa. En las elecciones de 2007, la falta de consenso entre PSOE e IU para formar un Gobierno de coalición llevó a la Alcaldía al candidato del Partido Popular José Luis Moraga. El 18 de diciembre de 2007 se aprueba una moción de censura contra el equipo de gobierno y el día 27 se procede a la proclamación del socialista Pablo Bellido como alcalde de Azuqueca de Henares.
En marzo de 2024, José Luis Blanco (PSOE) abandonó la Alcaldía de Azuqueca de Henares tras ser nombrado director general de Relaciones Institucionales de Renfe. Durante un pleno extraordinario celebrado el 3 de marzo, presentó su renuncia formal al cargo, tras más de dos décadas de dedicación a la política municipal.
El 5 de marzo de 2024, Miguel Óscar Aparicio (PSOE), de 34 años, asumió la Alcaldía tras recibir el apoyo de once concejales del grupo municipal socialista, gracias al pacto de gobierno con Izquierda Unida (IU), que facilitó su investidura con mayoría absoluta.
En abril de 2025, los dos concejales de IU, María José Pérez y Rodrigo Vasco, abandonaron el gobierno municipal alegando falta de entendimiento, desconfianza y deslealtad. Desde entonces, el PSOE continúa la legislatura en minoría, con nueve concejales, mientras que IU pasa a la oposición.

Miguel Óscar Aparicio se mantiene como alcalde, al frente de un gobierno en minoría, asegurando la estabilidad institucional del municipio tras la ruptura del pacto de coalición.
| Periodo   | Nombre                    | Partido | Partido                                  |
| --------- | ------------------------- | ------- | ---------------------------------------- |
| 1979-1987 | Florentino García Bonilla |         | Partido Comunista de España (PCE)        |
| 1987-1999 | Florentino García Bonilla |         | Izquierda Unida (IU)                     |
| 1999-2007 | Florentino García Bonilla |         | Partido Socialista Obrero Español (PSOE) |
| 2007-2007 | José Luis Moraga          |         | Partido Popular (PP)                     |
| 2007-2015 | Pablo Bellido Acevedo     |         | Partido Socialista Obrero Español (PSOE) |
| 2015-2024 | José Luis Blanco Moreno   |         | Partido Socialista Obrero Español (PSOE) |
| 2024-act. | Miguel Óscar Aparicio     |         | Partido Socialista Obrero Español (PSOE) |

El Gobierno del Ayuntamiento de Azuqueca de Henares se divide en un total de 21 concejalías, incluyendo la Alcaldía, dirigidas por un total de 7 concejales. Abarcan diversos campos como los de juventud, limpieza, festejos, educación, infraestructuras, urbanismo, vivienda. hacienda, deportes, Europa, etc.
| Partido político                         | 2023  | 2023  | 2023       | 2019  | 2019  | 2019       | 2015  | 2015  | 2015       | 2011  | 2011  | 2011       | 2007  | 2007  | 2007       |
| Partido político                         | Votos | %     | Concejales | Votos | %     | Concejales | Votos | %     | Concejales | Votos | %     | Concejales | Votos | %     | Concejales |
| Partido Socialista Obrero Español (PSOE) | 5677  | 39,20 | 9          | 7083  | 50,16 | 11         | 5771  | 41,41 | 10         | 6491  | 47,91 | 11         | 4619  | 41,54 | 9          |
| Partido Popular (PP)                     | 4264  | 29,44 | 7          | 1782  | 12,62 | 3          | 2866  | 20,57 | 4          | 5194  | 38,34 | 9          | 4856  | 43,67 | 10         |
| Vox                                      | 1880  | 12,98 | 3          | 1637  | 11,59 | 2          | 223   | 1,60  | 0          | —     | —     | —          | —     | —     | —          |
| Podemos-Izquierda Unida (IU)-Ahora       | 1519  | 10,48 | 2          | 1919  | 13,59 | 3          | 1812  | 13,00 | 3          | 964   | 7,12  | 1          | 1363  | 12,26 | 2          |
| Ciudadanos (CS)                          | —     | —     | —          | 1403  | 9,93  | 2          | 1825  | 13,10 | 3          | —     | —     | —          | —     | —     | —          |
| Ganemos                                  | —     | —     | —          | 175   | 1,23  | 0          | 865   | 6,21  | 1          | —     | —     | —          | —     | —     | —          |

## Cultura

### Monumentos y lugares de interés

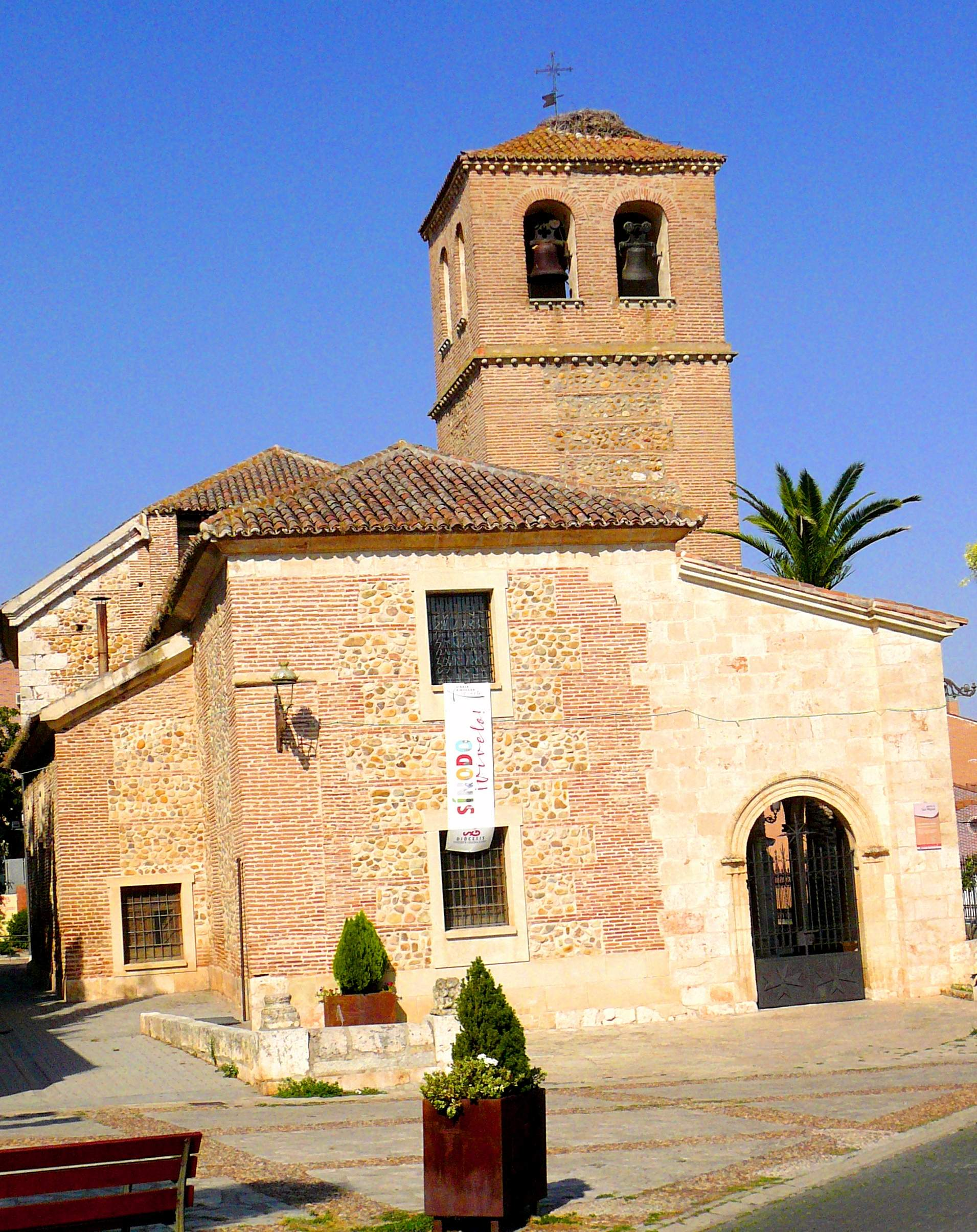
Iglesia de San Miguel

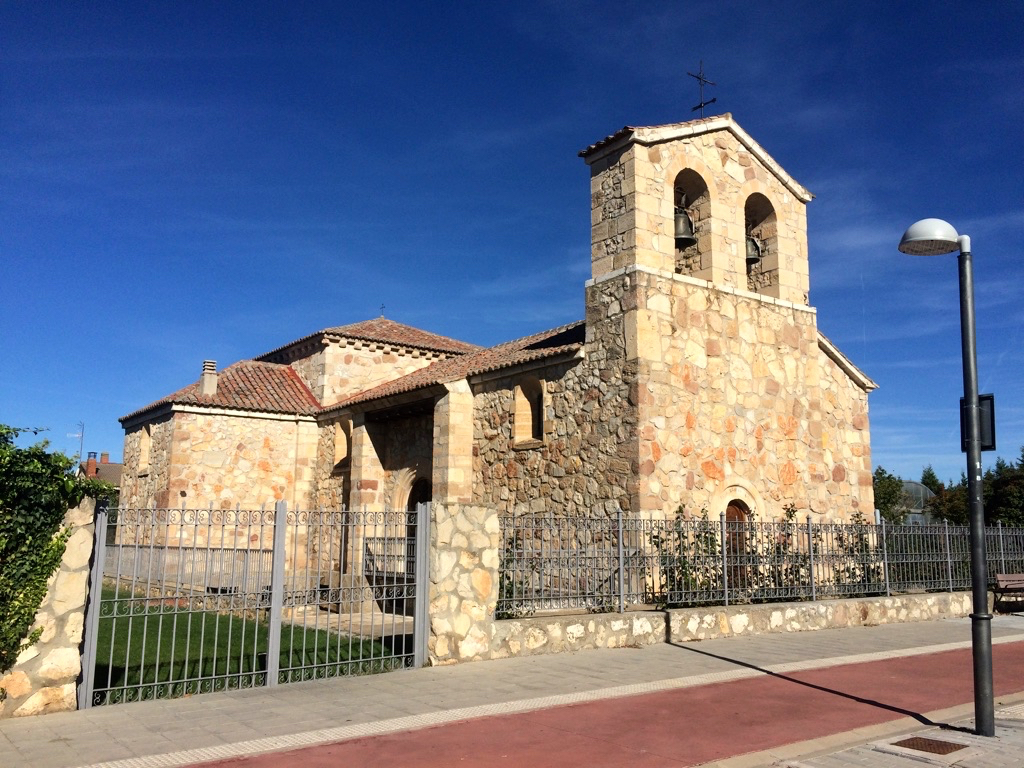
Iglesia de Santa Teresa de Jesús

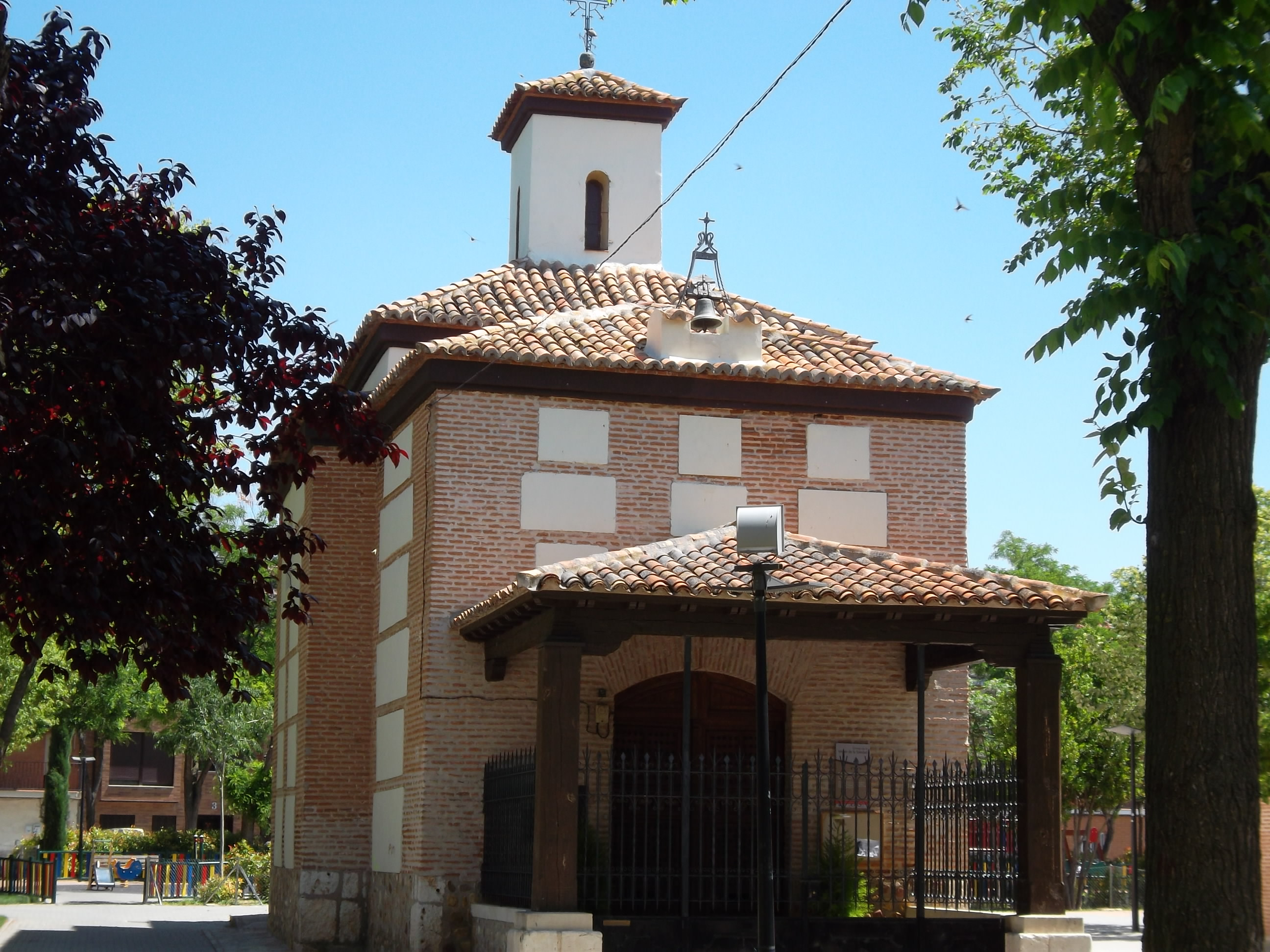
Ermita de la Virgen de la Soledad

Pocos son los vestigios que quedan del pasado en Azuqueca. Si bien, urbanísticamente sigue la misma fisonomía que el resto de los pueblos de la zona: una iglesia en el centro del pueblo y alguna que otra ermita repartida por los alrededores. En cuanto a la arquitectura civil, no ha sobrevivido el paso de los años ningún edificio o monumento de interés. Con todo ello, se pueden contemplar varios ejemplos de patrimonio de cierta importancia histórico-artística:
- Iglesia de San Miguel (s.XVI). Obra de corte renacentista popular, con una torre de ladrillo visto y un gran pórtico de cinco arcos de medio punto sobre columnas con capiteles jónicos.
- Ermita de la Soledad (s.XVII), ermita renacentista de amplio tamaño junto a la carretera que lleva a Alovera. En su interior se encuentra una imagen de la Virgen de la Soledad tallada por Juan Pascual Medina en 1769.
- Iglesia de Santa Teresa de Jesús, antigua iglesia de San Salvador (XVII). Obra del románico tardío típico de la sierra de Guadalajara, fue trasladada entre 1982 y 1987 desde la localidad de Alcorlo, hoy anegada por el embalse que lleva su nombre, al barrio de Asfain de Azuqueca para salvarlo de las aguas.[19]
- Venta de San Juan, Parador de Cortina o Casa de Postas (s.XVIII). Gran caserón, levantado sobre el antiguo poblado de San Juan, con un portalón para carros y un amplio patio porticado con una distribución típica de una venta del Camino Real de Madrid a Zaragoza. Se encontraba junto a la A-2, en pleno polígono industrial de Miralcampo, y fue derruido en 2005 pretendiéndose, en un principio, trasladarlo a otro lugar más céntrico, aunque finalmente no se previó su reedificación.

### Equipamientos culturales

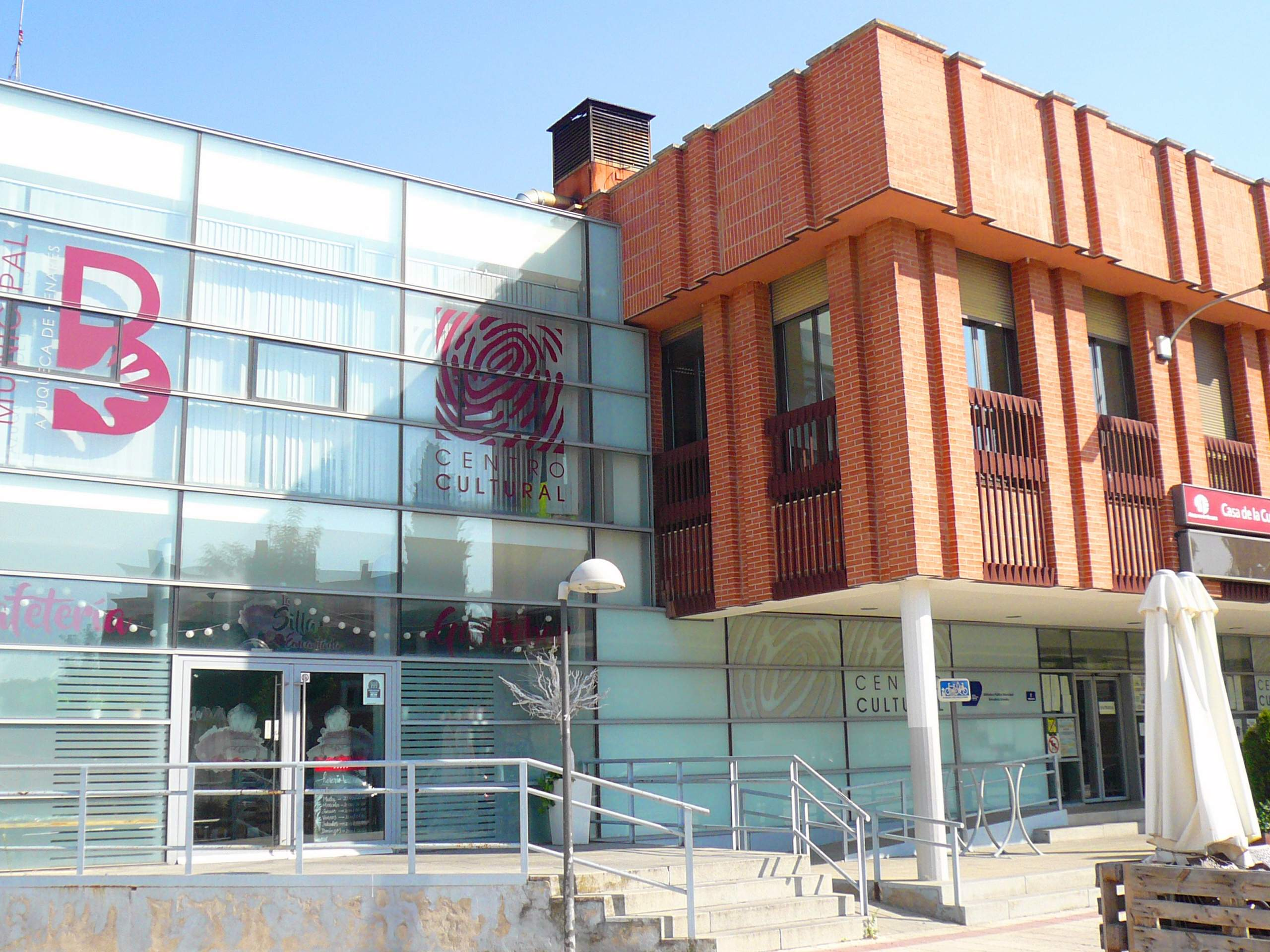
El Centro Cultural acapara gran parte de las actividades culturales de Azuqueca

Desde 1984 Azuqueca cuenta con una amplia Casa de la Cultura, centro de referencia de la actividad cultural del municipio. En sus dependencias se encuentran distintos talleres, un amplio salón de actos, una sala de exposiciones y la biblioteca municipal Almudena Grandes.
Al este de la localidad, muy próximo a la estación de ferrocarril y junto al centro histórico, se encuentra El Foro de Azuqueca, un lugar de encuentro juvenil y del asociacionismo de la localidad.
La oferta de ocio la completa el Espacio Joven Europeo (EJE), que cuenta con sala de cine de 160 butacas, bolera, parque de patinaje, sala de concierto y exposiciones y un espacio para personas con diversidad funcional.

### Parques y jardines

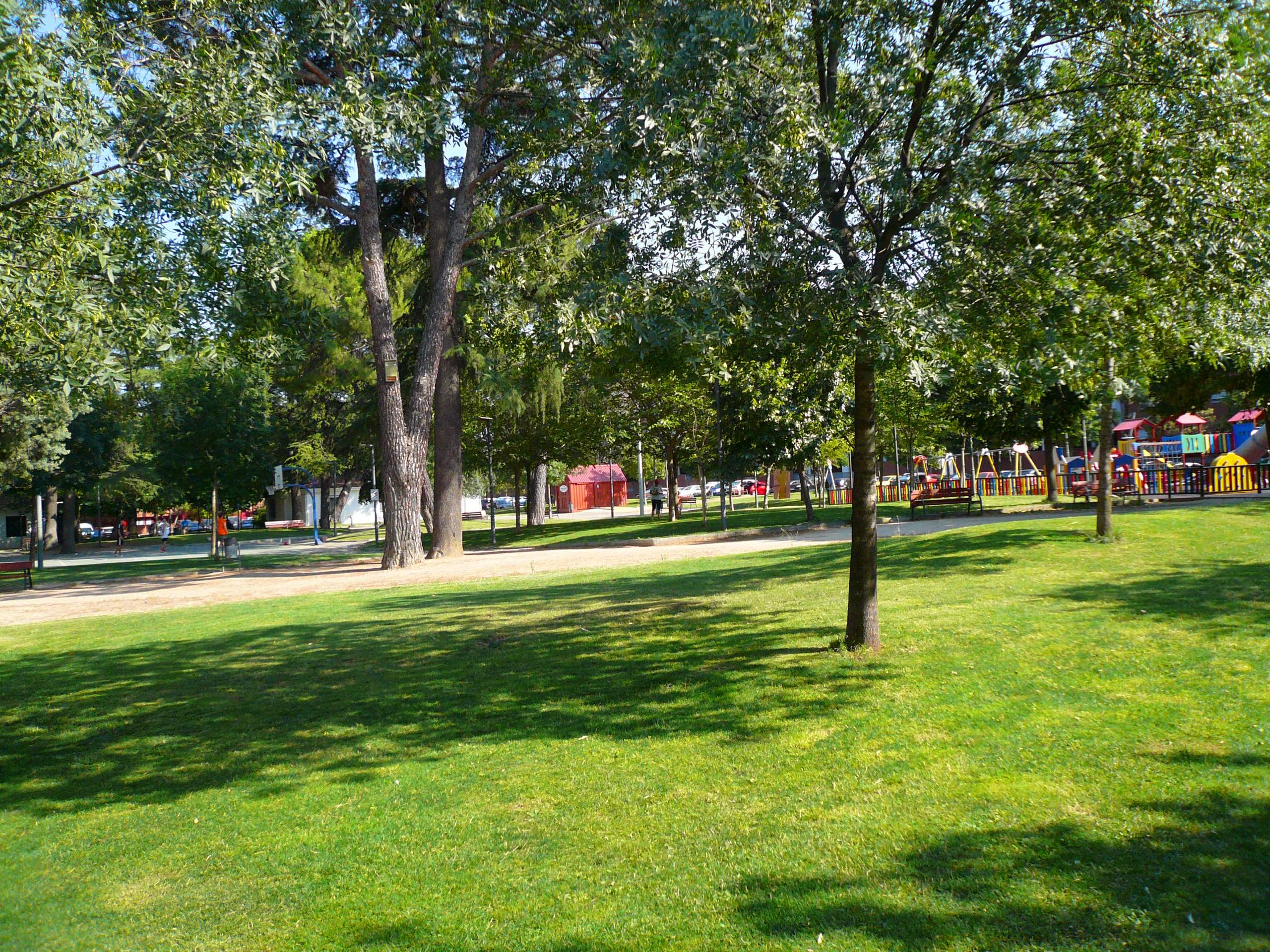
Parque de la Constitución

Azuqueca cuenta con numerosas zonas verdes de esparcimiento. Destaca entre todas el parque de la Quebradilla, el pulmón verde de la localidad de unas 7 ha de extensión, situado en la parte suroccidental junto a la antigua carretera de Alcalá. Entre algunas de las especies arbóreas que se encuentran, destacan el Ginkgo biloba (nogal del Japón, considerado un fósil viviente) o Sequoiadendron giganteum (secuoya gigante, especie que destaca por sus dimensiones). En su entorno se celebran las ferias y fiestas de la localidad.
Otras zonas verdes con las que cuenta de la localidad son el parque de la Ermita rodeando a la ermita de la Soledad, el parque de la Constitución junto al Ayuntamiento, el parque de Antonio Buero Vallejo en el barrio de Asfain, el parque del Norte en Vallehermoso, el paseo del Lavadero en el barrio de Postas, el bulevar de las Acacias y el futuro parque del Vallejo junto al arroyo de las Mochas.
Junto al río Henares, en los terrenos de la antigua depuradora del municipio, se creó la reserva ornitológica de Azuqueca como un lugar protegido para la flora y la fauna de la ribera del Henares y como un punto para la difusión y la educación medioambiental. La reserva ocupa una extensión de unas 12 ha y cuenta con cuatro grandes estanques.

### Deporte
Azuqueca cuenta con cuatro centros deportivos, entre los que destaca el complejo deportivo San Miguel, en el que se sitúan dos campos de fútbol, unas pistas de atletismo, un frontón, varias canchas deportivas y la piscina municipal de verano. A su vez, se emplazan en la localidad dos polideportivos municipales y una piscina climatizada con gimnasio inaugurada en 2007. También, en el parque de la Quebradilla existe un circuito de ejercicios y por los distintos barrios se encuentran habilitadas hasta seis pistas deportivas.

### Fiestas
Las fiestas principales de la localidad se celebran a partir del tercer domingo de septiembre. Desde 1978 hace 38 años se conocen como "Fiestas de Septiembre en Honor de Nuestra Señora la Virgen de la Soledad". Duran una semana y cuentan con la colaboración de las peñas. Lo más destacado de estas fiestas es el desfile de carrozas que se celebra el domingo y que fue declarada como fiesta de Interés Turístico Regional el día 7 de septiembre de 2009.
El 15 de mayo se celebran fiestas en honor al patrón San Isidro Labrador, aunque de menor afluencia que las de septiembre. El ayuntamiento también declara ese día como festivo en toda la localidad.

## Servicios

### Educación

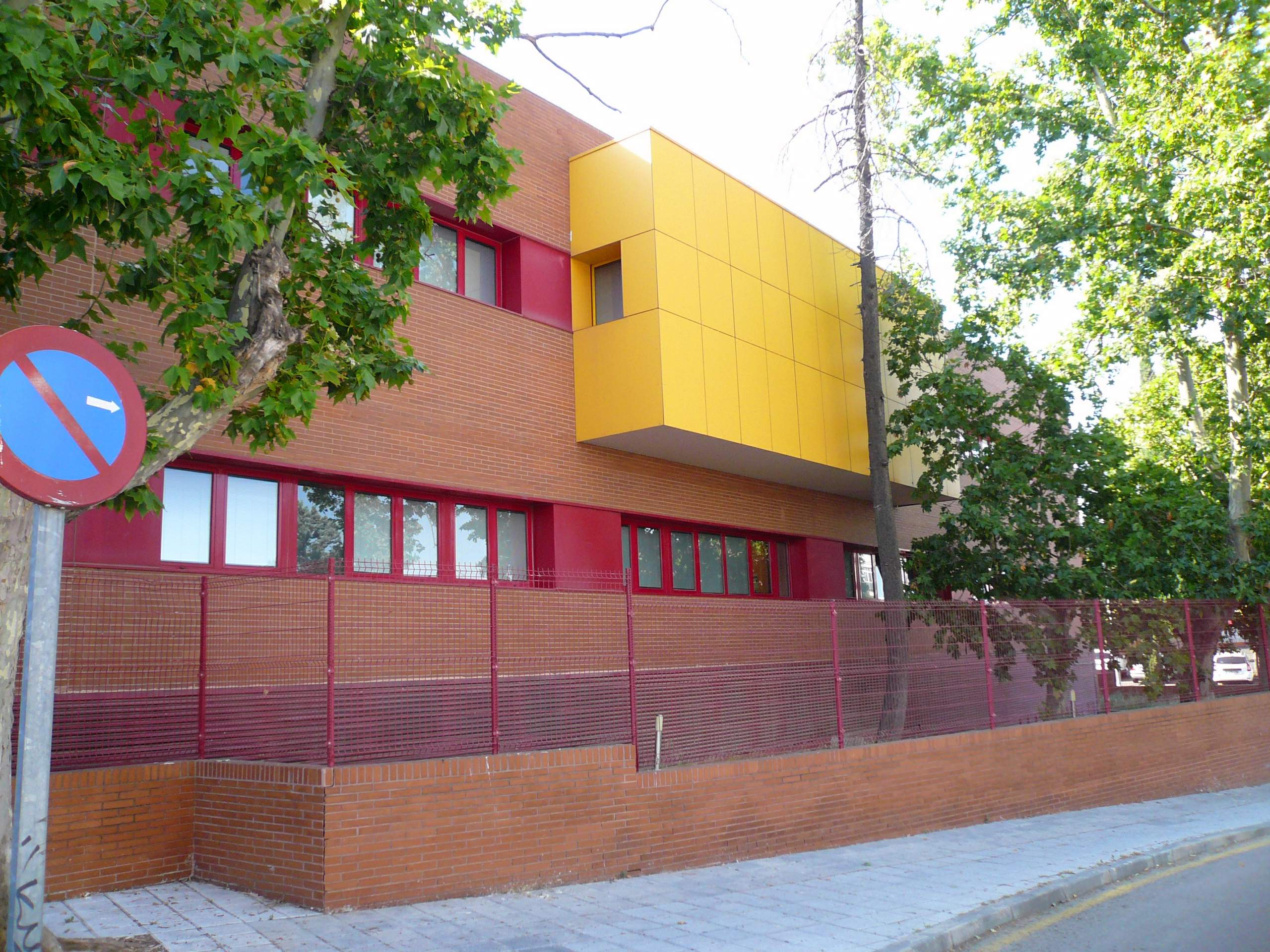
CEDT de Azuqueca

El ascenso de población de la zona ha provocado que Azuqueca pueda contar con un amplio equipamiento educativo. Cuenta con siete colegios públicos repartidos por toda la localidad: el CP Maestra Plácida Herranz, el CP Virgen de la Soledad, el CP La Paz, el colegio Azuqueca IV, el colegio Giovanni Antonio Farina, el CEIP La Paloma y el CEIP La Espiga. También cuenta con tres institutos públicos que dan servicio a varias localidades: el Instituto Arcipreste de Hita, el Instituto San Isidro y el IES Profesor Domínguez Ortiz. En ellos se cursan distintos ciclos formativos de grados medio y superior.
La provincia de Guadalajara se encuentra dentro del distrito universitario de Madrid. Azuqueca se encuentra muy próxima a las ciudades de Alcalá de Henares y de Guadalajara donde se asienta la Universidad de Alcalá de Henares, cuya ciudad universitaria se encuentra a pocos minutos de la localidad en tren de cercanías.

También, Azuqueca cuenta con un centro de educación permanente de adultos CEPA Clara Campoamor,
 un aula apícola municipal y con un aula municipal de naturaleza.

### Sanidad
Un centro de salud dio servicio a toda la localidad durante muchos años hasta que fue cerrado. A su vez, en 2007 se inauguró el Centro de Especialidades de Diagnóstico y Tratamiento de Azuqueca, que es el que actualmente da servicio tanto a los vecinos del municipio, como de pueblos cercanos. A escasos kilómetros de la localidad se hallan también los hospitales de Alcalá y Guadalajara.

### Comunicaciones

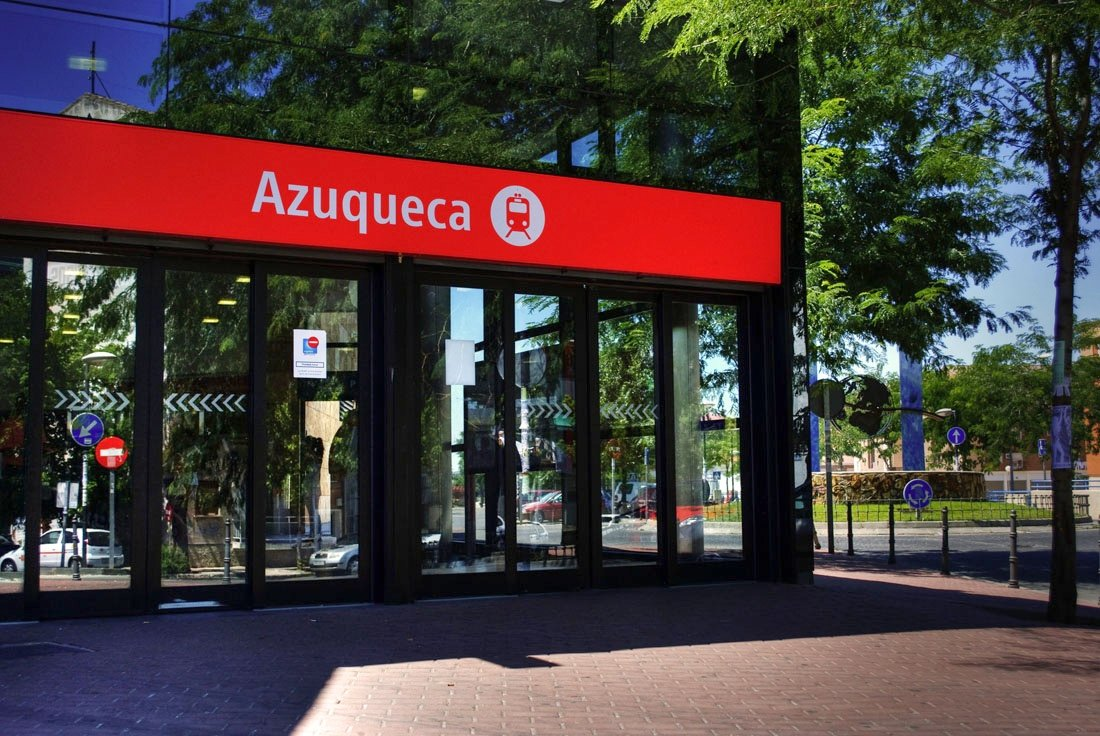
Estación de Cercanías de Azuqueca

Azuqueca, al encontrarse en el eje industrial del Corredor del Henares, se ve favorecido por el paso de varios importantes ejes de comunicación:

#### Carreteras
Carreteras estatales
- A-2 E-90, Autovía del Nordeste. La villa de Azuqueca se situaba en el paso del Camino Real que unía Madrid con Zaragoza y Barcelona. Hoy, este camino es el importante eje que une esas tres grandes urbes españolas dejando consigo un amplio desarrollo industrial y logístico, pues es vía de frecuente circulación de vehículos ligeros y pesados.
- R-2, Autopista Radial 2. La tercera gran vía de comunicación de la localidad es la Autopista Radial de Peaje 2, aunque, de momento, no posee un enlace a la misma dentro el término municipal, quedando los más cercanos en Meco y en Cabanillas del Campo.

Carreteras autonómicas y provinciales
- Carretera provincial GU-102. Comunica Azuqueca de Henares con Villanueva de la Torre, Torrejón del Rey y el norte de la comarca de la Campiña.
- Carretera M-121. Enlaza el municipio azudense con la localidad madrileña de Meco.
- Carretera provincial GU-203. Une Azuqueca de Henares con Chiloeches.
- Carretera autonómica CM-1008. Transcurre entre Azuqueca de Henares y Fontanar. Fue ampliada con la construcción del tramo entre Alovera y Azuqueca de Henares en 2011.[25]

#### Ferrocarril
- Paralela a la A-2 discurre la línea ferroviaria convencional Madrid-Barcelona, otra importante vía de comunicación. Entre esta y la autovía es donde se sitúan los distintos polígonos industriales de la localidad. Las vías ferroviarias sustentan el paso de numerosos trenes de mercancías, algunos de largo recorrido y, sobre todo, la línea C-2 de Cercanías Madrid, el cual tiene parada habitual en la estación de la localidad.[26] También se sitúa en Azuqueca un puerto seco ferroviario[27] que da servicio a las distintas industrias del centro de la península.

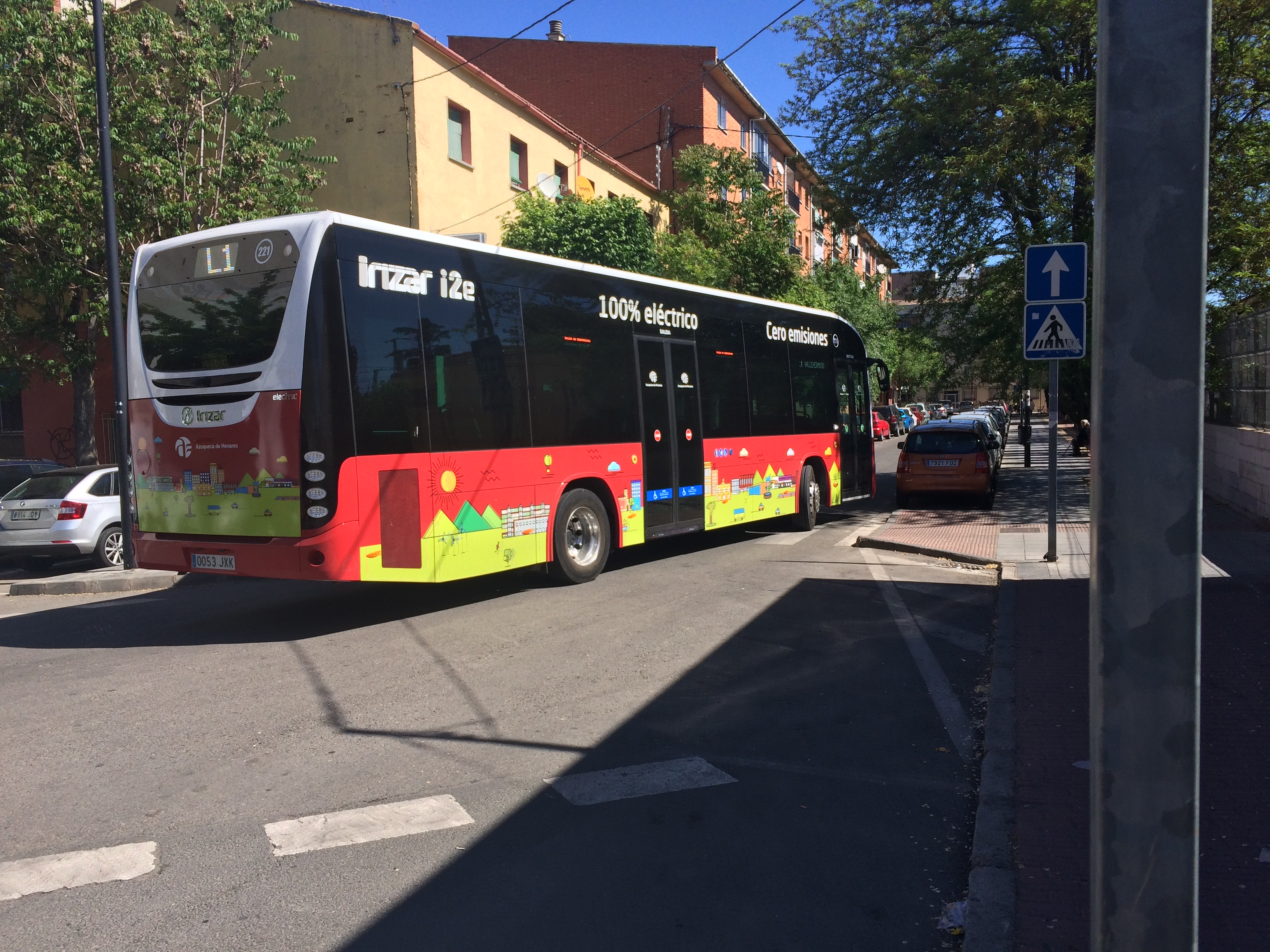
Autobús urbano de Azuqueca

#### Autobús
El transporte urbano de Azuqueca se ejecuta mediante dos líneas de autobuses urbanos circulares con salida de la estación de ferrocarril.
El transporte interurbano se distribuye mediante dos medios:
Por un lado, la estación de ferrocarril que está servida por la línea C-2 y la línea C-8 del servicio de Cercanías Madrid de Renfe Operadora, con trenes a Guadalajara, Alcalá de Henares, Madrid-Atocha, Madrid-Chamartín y Cercedilla (C-8).
Por otro, existen tres líneas interurbanas de autobús: una que la une con Alcalá de Henares en unos 30 minutos, otra con Guadalajara, Alovera, Villanueva de la Torre y Quer y una tercera con la estación de Avenida de América de Madrid. Esta última línea es motivo de queja de numerosos vecinos por los pocos servicios que presta (similar al servicio CIVIS a Chamartín desde la estación de tren).

## Ciudades hermanadas
- Pontonx-sur-l'Adour